# Ахмет-паша Шапчалија
Шапчалија Ахмет-паша је био босански везир из прве половине XVIII вијека и сераскер (серасћер- главни командант у ратном походу). Предводио је Османлије у походу на побуњену Црну Гору и Брда, средином 1712. године. Наређено му је да поруши манастир на Цетињу и ухвати владику Данила и руског пуковника Михаила Милорадовића, као и да казни све који се буду опирали. Људима Ахмет-паше (13500) придружило се у походу 7000 војника Тахир-паше Махмутбеговића. Турцима се супротставило око 4000 Црногораца (већином Катуњана) који су по народном предању извојевали побједу у бици на Царевом лазу, између Ријечке и Љешанске нахије. Међу Црногорцима су учествовали: сам владика Данило Петровић (тешко рањен у груди) харамбаша, командант десне колоне војске, Јанко Ђурашковић (који је ту и погинуо, са триста бораца) и Вук Мићуновић. Међутим, пирова побједа није заустаљвила османску офанзиву, а Турци су успјели продријети до Цетиња, које је заузето почетком августа 1712. године. Манастир је био спаљен (обновио га је црногорски митрополит, Сава Ивановић Његош, око 1743. године). Владика Данило и пуковник Милорадовић су се повукли у Херцеговину.